# Йохан фон Аренберг
Йохан фон Аренберг (на немски: Johann von Aremberg; Johann von Arberg; на латински: „Johannes Burgravius Coloniensis et mater nostra“; * пр. 1260, Аремберг; † сл. 21 февруари 1281 или 2 април 1282) от фамилията Аренберги е граф и господар на Аренберг и бургграф на Кьолн (1267 – 1280) в Курфюрство Кьолн.

## Произход и наследство
Той е син на Герхард II фон Аренберг, бургграф на Кьолн († 1255) и съпругата му Мехтилд фон Холтен († 1304), дъщеря на Адолф фон Алтена-Изенбург, господар на Холтен († 1259/1260) и Елизабет фон Арнсберг († сл. 1282). Сестра му Хайлвиг фон Арберг се омъжва за Вилхелм III фон Хорн († сл. 1299).
Йохан фон Аренберг продава през 1279 г. кьолнската бургграфска служба на архиепископ Зигфрид фон Вестербург. Наследен е от дъщеря му Матилда.

## Фамилия
Йохан фон Аренберг се жени пр. 13 януари 1273 г. за Катарина фон Юлих (* ок. 1250; † сл. 1287), дъщеря на граф Вилхелм IV фон Юлих († 1278) и Маргарета фон Гелдерн († пр. 1251). Те имат една дъщеря:
- Матхилда/Матилда († 18 март 1328), наследничка, омъжена на 25 януари 1299 г. за граф Енгелберт II фон Марк († 18 юли 1328), от 1299 г. граф на Аренберг